# MullMuzzler
MullMuzzler es el nombre del proyecto alterno del vocalista de Dream Theater James LaBrie. En sus inicios el grupo se autodenominaba James LaBrie hasta el año 2005. La banda está formada por James LaBrie, Matt Guillory, Mike Mangini y Mike Keneally. La compañía disquera no permitía que LaBrie usará su nombre para el grupo, así que fue creado el nombre de Mullmuzzler. Mullmuzzler combina conceptos del heavy metal con alguna tipo de semejanza del estilo Dream Theater. 
Elements of Persuasion es el último trabajo discográfico de esta banda y es el tercer álbum en la historia del grupo. Elements of Persuasion fue lanzado al mercado el 29 de marzo de 2005. El álbum ha tenido una excelente recepción dentro de los fanáticos del metal progresivo.

## Integrantes
- James LaBrie - cantante
- Marco Sfogli - guitarra
- Matt Guillory - teclados
- Bryan Beller - bajo
- Mike Mangini - batería

## Discografía

### Keep it to yourself (1999)
1. His Voice (3:43)
2. Statued (3:23)
3. The Shores Of Avalon (7:51)
4. Beelzebubba (5:20)
5. Guardian Angel (7:27)
6. Sacrifice (5:14)
7. Lace (4:14)
8. Slow Burn (6:20)
9. As A Man Thinks (8:11)

### Mullmuzzler 2 (2001)
1. Afterlife
2. Venice Burning
3. Confronting The Devil
4. Falling
5. Stranger
6. A Simple Man
7. Save Me
8. Believe
9. Listening
10. Tell Me

### Elements Of Persuasion (2005)
1. Crucify
2. Alone
3. Freak
4. Invisible
5. Lost
6. Undecided
7. Smashed
8. Pretender
9. Slightly Out of Reach
10. Oblivious
11. In Too Deep
12. Drained
13. Understand (Bonus Track)

- Datos: Q2302186